# オイラー (小惑星)
オイラー (2002 Euler) は、小惑星帯の小惑星である。1973年8月29日にタマラ・スミルノワによってクリミア天体物理天文台で発見された。
スイスの数学者レオンハルト・オイラーにちなんで名付けられた。